# IC 1401
IC 1401 је спирална галаксија у сазвјежђу Водолија која се налази на листи објеката дубоког неба у Индекс каталогу.
Деклинација објекта је + 1° 42' 41" а ректасцензија 21h 46m 59,5s. Привидна величина (магнитуда) објекта IC 1401 износи 13,6 а фотографска магнитуда 14,4. Налази се на удаљености од 66,812 милиона парсека од Сунца. IC 1401 је још познат и под ознакама UGC 11810, MCG 0-55-15, CGCG 376-31, KARA 930, IRAS 21444+0128, PGC 67339.